# Furacão Linda (2015)
O furacão Linda foi um forte ciclone tropical em setembro de 2015 que resultou em fortes chuvas em partes do México e no sudoeste dos Estados Unidos. A décima sétima tempestade nomeada, o décimo primeiro furacão e o oitavo maior furacão da temporada, Linda se desenvolveu a sudoeste do México a partir de uma área de baixa pressão em 5 de setembro Sob temperaturas quentes da superfície do mar e cisalhamento do vento de baixa a moderada, o sistema se intensificou na tempestade tropical Linda em 6 de setembro e um furacão no dia seguinte. Um olho bem definido logo se formou dentro do nublado denso e central da tempestade e Linda atingiu seu pico de intensidade de furacão maior de categoria 3 na escala de vento do furacão Saffir – Simpson com vento de 201 km/h (125 mph) em 8 de setembro. Depois disso, a tempestade mudou para um ambiente estável e uma área de temperaturas mais baixas da superfície do mar, causando um rápido enfraquecimento. A atividade convectiva se dissipou e Linda degenerou em uma baixa remanescente em 10 de setembro O sistema persistente persistiu a sudoeste da Baja Califórnia, finalmente se abrindo em uma depressão em 14 de setembro.
No México, a tempestade trouxe chuvas para nove estados, causando inundações, especialmente em Oaxaca, Sinaloa e Zacatecas. Em Oaxaca, deslizamentos de terra resultaram no fechamento de várias rodovias e danos a mais de uma dúzia de casas. Inundações em Sinola afetaram aproximadamente 1.000 casas com centenas de danificadas, levando dezenas de famílias a evacuar. Várias pequenas comunidades ficaram temporariamente isoladas depois que as águas das enchentes cobriram as pontes. Inundação localizada em Zacatecas danificou plantações e 25 moradias; danos alcançaram aproximadamente 500.000 pesos (US $ 30.000). Embora Linda não tenha impactado diretamente a terra, a humidade da tempestade foi puxada do nordeste para o sudoeste dos Estados Unidos e intensificou as monções locais. Los Angeles recebeu 61 mm (2.39 in) de chuva, contribuindo para o segundo registo mais chuvoso da cidade. Uma fatalidade no estado ocorreu em um afogamento na Floresta Nacional de San Bernardino. Utah foi afetado por grandes incidentes de enchentes - com chuvas que chegam a níveis de 1 em 100 anos - que deixaram 21 mortes no estado: 14 perto de Hildale e 7 no Parque Nacional de Zion. Danos em todo o sudoeste totalizaram US$ 3,6 milhões.

## História meteorológica
Uma onda tropical emergiu no Oceano Atlântico da costa oeste da África em 21 de agosto Quatro dias depois, o sistema gerou a tempestade tropical Erika sobre o Atlântico leste. A porção sul da onda persistiu na direção oeste e se moveu sobre a América Central em 30 de agosto A atividade de chuvas e tempestades associadas à onda começou a aumentar nos dias seguintes, conforme ela cruzava o Golfo de Tehuantepec. A convecção foi intensificada ainda mais em 2 de setembro como uma onda Kelvin interagiu com a onda tropical, resultando no desenvolvimento de uma ampla área de baixa pressão. Na manhã seguinte, o National Hurricane Center (NHC) emitiu um Tropical Weather Outlook (TWO) para um aglomerado de nuvens que mostrava sinais de organização em um sistema tropical. Prevê-se que o cisalhamento do vento se torne mais propício para a ciclogênese tropical nos próximos dias. Embora o cisalhamento tenha permanecido moderadamente forte, a baixa adquiriu um centro de circulação bem definido em 4 de setembro Após a organização de convecção profunda, a depressão tropical Fifteen-E se desenvolveu às 18:00 UTC em 5 de setembro enquanto localizado a cerca de 790 km (490 mi) sudoeste de Manzanillo, Colima.
Sob a influência de uma forte crista de nível médio sobre o norte do México, a depressão moveu-se para noroeste em uma área de cisalhamento moderado do vento vertical de nordeste e temperaturas quentes da superfície do mar. Às 06:00 UTC em 6 de setembro, o sistema fortaleceu-se na tempestade tropical Linda. Devido a uma diminuição no cisalhamento do vento, Linda começou a sofrer um rápido aprofundamento logo em seguida. Entre aquele dia e o início de 7 de setembro, a tempestade aumentou em faixas convectivas e desenvolveu nublado denso central; imagens de satélite também indicaram que um olho estava se formando naquela época. Às 06:00 UTC em 7 de setembro, Linda se intensificou em um furacão categoria 1 na escala de vento do furacão Saffir – Simpson. Apenas seis horas depois, o ciclone atingiu o stauts de categoria 2. Devido a um ligeiro aumento no cisalhamento do vento e possivelmente uma intrusão do ar seco, Linda permaneceu temporariamente estável em intensidade enquanto passava entre a Ilha Socorro e a Ilha Clarion. Operacionalmente, o NHC brevemente rebaixou Linda para um furacão de categoria 1 às 00:03 UTC em 8 de setembro, embora a pós-análise tenha concluído que a tempestade permaneceu uma furacão categoria 2.
Fortalecimento retomado no início de 8 de setembro, quando o sistema se tornou uma furacão categoria 3, que coincidiu com imagens de satélite indicando uma característica de olho com faixas. Por volta das 12:00 UTC, Linda atingiu seu pico de intensidade com ventos sustentados máximos de 201 km/h (125 mph) e uma pressão barométrica mínima de 950 mbar (28 inHg). No início de 9 de setembro, o furacão enfraqueceu rapidamente após entrar em uma região de temperaturas da superfície do mar ligeiramente mais frias, caindo para a categoria 2 às 06:00 UTC e para categoria 1 intensidade apenas seis horas depois. Por volta dessa época, Linda começou a encontrar uma massa de ar seca e estável e uma temperatura do oceano abaixo de 26.0 °C (78.8 °F). Às 18:00 UTC em 9 de setembro, o ciclone enfraqueceu para uma tempestade tropical enquanto também perdia a cobertura convectiva. Depois que as chuvas e tempestades restantes se separaram da circulação de baixo nível, Linda fez a transição para um ciclone pós-tropical por volta das 12:00 UTC no dia seguinte, enquanto situado a cerca de 260 mi (415 km) oeste-sudoeste de Punta Eugenia, Baja California Sur. Os remanescentes enfraqueceram nos próximos dias, até degenerarem em uma depressão, ainda bem a oeste da Baja Califórnia em 14 de setembro.

## Impacto e consequências

### México
As faixas externas de Linda trouxeram chuvas para nove estados do México : Baixa Califórnia, Baja California Sur, Colima, Jalisco, Nayarit, Sinaloa, Sonora e Zacatecas.   Em Sinaloa, as inundações afetaram os municípios de Angostura, Culiacán, Mazatlán, Rosario e Salvador Alvarado. A acumulação de chuva atingiu o pico em 187 mm (7.4 in) em Rosário. As inundações afetaram aproximadamente 1.000 casas no estado com centenas de danificadas, levando dezenas de famílias a evacuar. Várias pequenas comunidades foram temporariamente isoladas, pois as águas das enchentes cobriram as pontes. Autoridades civis declararam emergência para os municípios de Rosário e Salvador Alvarado no rastro de Linda. Ocorreram interrupções de energia dispersas na cidade de Mazatlán. Tempestades dispersas em Oaxaca resultaram em vários deslizamentos de terra e inundações, levando ao fechamento de várias rodovias e danificando mais de uma dúzia de casas. Inundação localizada atribuída a Linda em Zacatecas danificou plantações e 25 casas; as perdas alcançaram MXN $ 500.000 (US $ 27.000). Ondas de 2 to 3 m (6.6 to 9.8 ft) áreas costeiras provavelmente afetadas de Baja California, Baja California Sur, Sinaloa e Sonora. Além disso, Linda passou em cerca de 100 mi (155 km) a oeste da Ilha do Socorro em 7 de setembro; ventos sustentados alcançaram 28 mph (45 km/h) com rajadas de 41 mph (66 km/h).

### Estados Unidos

#### Califórnia
A humidade das monções puxou para o norte de Linda para produzir tempestades em partes da Califórnia a partir de 8 de setembro Victorville e Hesperia, iniciados em 8 de setembro, haviam cortado a eletricidade. Inundações e deslizamentos de rochas levaram ao fechamento de várias estradas. Uma pessoa se afogou na Floresta Nacional de San Bernardino. A humidade dos remanescentes do furacão contribuiu parcialmente para um aumento das monções no sudoeste dos Estados Unidos, combinando-se com um vale sazonal de nível superior para trazer chuvas acima da média para muitas áreas.  Ventos fortes devido a uma tempestade em 14 de setembro tiraram cinco vagões de seus trilhos, custando às seguradoras $ 1,2 milhão. Em 15 de setembro, Los Angeles recebeu 61 mm (2.39 in) de chuva, contribuindo para o segundo dia mais chuvoso da cidade desde que os registos começaram em 1877 - perdendo apenas para 25 de setembro de 1939. A penetração da água ao longo da Rodovia Estadual 91 na cidade resultou em um 50 yd (46 m) rachadura na estrada. Precipitação de 25 to 51 mm (1 to 2 in) era comum em San Diego ; um estacionamento subterrâneo no bairro de Midway foi inundado. As perdas relacionadas às enchentes em todo o estado chegaram a US $ 912.000.

#### Utah

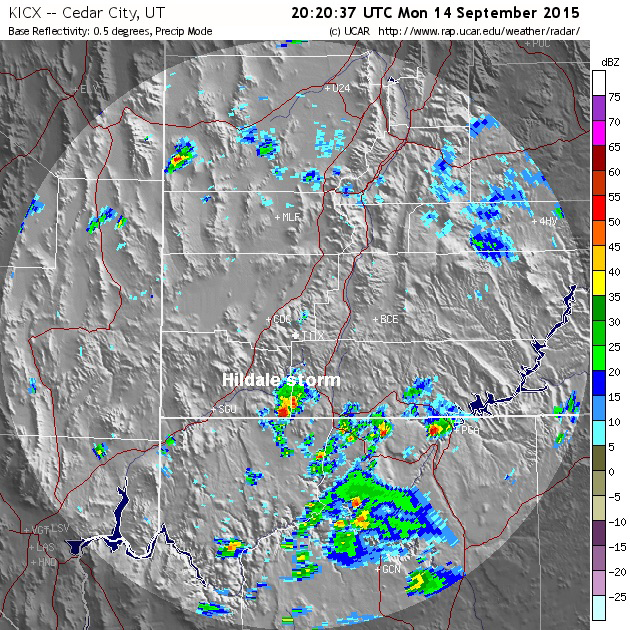
Imagem NEXRAD às 20:20 UTC (2:20 PM MDT) em 14 de setembro, retratando uma tempestade sobre Hildale, Utah, que produziu enchentes mortais

Depois de degenerar em uma baixa remanescente em 10 de setembro, a humidade associada ao antigo ciclone tropical se espalhou pelo sudoeste dos Estados Unidos. Auxiliados por níveis de vapor de água acima da média e a depressão acima mencionada, tempestades esparsas se desenvolveram na região em 14 de setembro. Dois grandes incidentes de inundações repentinas resultaram em 21 mortes em Utah, o evento de enchente mais mortal da história do estado. O evento anterior mais mortal foi em 13 de agosto, 1923, quando sete pessoas morreram perto de Farmington. As inundações repentinas ocorrem anualmente no condado de Washington, Utah, com uma média de um a dois dias de inundação repentina por ano desde 1950.
Durante a tarde de 14 de setembro, duas tempestades sucessivas produziram mais de 51 mm (2 in) de chuva - um evento de 1 em 100 anos perto de Hildale, Utah, no condado de Washington. O Serviço Nacional de Meteorologia emitiu um alerta de enchente com palavras fortes às 20:22 UTC (2:22 PM MDT ) para a área,  declarando "Mova para um terreno mais alto agora. Aja rapidamente para proteger sua vida ". A primeira tempestade resultou em um 3.42 ft (1.04 m) aumento ao longo do Short Creek, conforme medido por um medidor de fluxo em Colorado City, Arizona, em 19 minutos por volta das 21:18 UTC (3:18 PM MDT), com residentes se reunindo nas proximidades para observar. Entre 22:48 e 23:05 UTC (4:48 e 5:05 PM MDT), uma segunda onda de água varreu o riacho com o medidor da cidade de Colorado relatando um aumento de 5.36 ft (1.63 m) ; o medidor parou de reportar às 23:47 UTC (5:47 PM MDT). A segunda enchente varreu dois veículos que transportavam um coletivo 16 pessoas enquanto observavam a subida das águas. Treze pessoas morreram e três crianças foram resgatadas. Seis corpos foram recuperados em Utah e dois no Arizona, 4.0 km (2.5 mi) jusante. Outros corpos foram encontrados até 11 km (7 mi) a jusante.

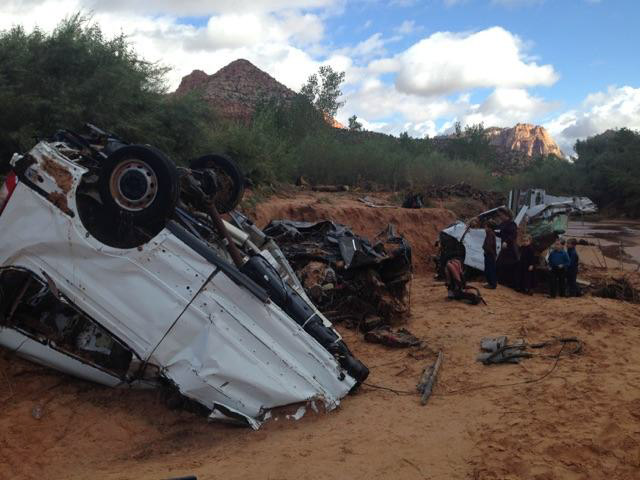
Os restos de um dos veículos foram varridos na enchente de Hildale. Dos onze ocupantes da van, apenas um sobreviveu.

Junto com as fatalidades, as enchentes deixaram vários quarteirões da cidade sem energia. Linhas de água, pontes e outras infraestruturas sofreram vários graus de danos. Várias casas sofreram danos por água e lama. As perdas totais no condado de Washington chegaram a US $ 750.000. As enchentes continuaram rio abaixo no Arizona, tornando várias estradas intransitáveis e danificando pontes ao redor da cidade de Colorado ; as perdas na cidade chegaram a US $ 500.000. Por volta de 150 pessoal federal e 500 voluntários da comunidade, incluindo 70-80 por cento dos residentes de Hildale, conduziram buscas e resgates imediatamente após. Vinte e quatro membros da Força-Tarefa Um de Utah e vinte e seis membros da Guarda Nacional de Utah foram despachados para Hildale para ajudar na busca e resgate ao longo de Short Creek. As condições perigosas ao longo do riacho retardaram a operação. Em 17 de setembro, 300 o pessoal estava procurando por um menino de 6 anos que ainda estava desaparecido. No final das contas, milhares de pessoas de mais de 60 agências participaram da busca pela vítima final; esforços foram cancelados em 29 de setembro e o menino desaparecido foi dado como morto. Os residentes locais continuaram as buscas periódicas pelo menino até dezembro.  O Departamento de Segurança Pública de Utah concedeu o Prêmio de Segurança Pública ao xerife do condado de Washington Cory Pulsipher, ao prefeito de Hildale, Philip Barlow, e ao chefe do escritório de Hildale Marshall, Jeremiah Darger, por sua coordenação de resposta. Após as enchentes, o condado de Washington alocou US $ 1,6 milhões por meio do Serviço de Conservação de Recursos Naturais para custos de reparo e esforços de mitigação para inundações futuras. Desse total, $ 1,5 milhões foram para Hildale. O Departamento de Agricultura dos Estados Unidos também forneceu US $ 100.000 por meio do programa de Proteção Emergêncial de Bacias Hidrográficas.
O segundo incidente de inundação repentina ocorreu em Keyhole Canyon no Parque Nacional de Zion após 16 mm (0.63 in) de chuva caiu entre 22:30 e 23:30 UTC (4:30 e 5:30 PM MDT). Para o período de dois dias que termina em 14 de setembro, o parque viu 48 mm (1.89 in) de chuva. O alerta anterior de enchente fez com que os funcionários do parque fechassem todos os cânions às 21h30 UTC (3:30 PM MDT). Um grupo de sete canionistas entrou no Keyhole Canyon entre 21h30 e 22h30 UTC (3:30 e 4:30 PM MDT). O fluxo ao longo do rio Virgin aumentou drasticamente após as chuvas, com o rio North Fork passando de 55 ft3 (1,5 m3 ) por segundo para 2.630 ft3 (74,5 m3) por segundo em apenas 15 minutos. Todas as sete pessoas foram arrastadas pela enchente que se seguiu e morreram. As operações de resgate foram lançadas naquela noite; no entanto, as condições perigosas nos desfiladeiros fizeram com que a busca fosse adiada até o dia seguinte. Os corpos dos canionistas foram descobertos a quilómetros de distância ao longo de Clear Creek e Pine Creek.
Em outro lugar, um homem de Hurricane, Utah, 24 km (15 mi) oeste de Hildale, morreu em 14 de setembro depois de ser varrido por inundações enquanto viajava por estradas de terra remotas. Seu veículo foi descoberto no condado de Mohave, Arizona, em 17 de setembro cerca de 11 km (7 mi) ao sul da fronteira Arizona-Utah e seu corpo foi encontrado mais 9.7 km (6 mi) distância no dia seguinte. No condado de Utah, Utah, a chuva resultou em acidentes de trânsito e deslizamentos de terra, incluindo vários no American Fork Canyon que fechou partes da State Route 92 e State Route 144. Tempestades dispersas causaram danos esporádicos em todo o Arizona, deixando US $ 206.000 em perdas.